# 대한민국의 개인정보보호위원회 위원장
개인정보보호위원회 위원장(個人情報保護委員會 委員長, 영어: Chair of the Personal Information Protection Committee)은 개인정보보호위원회를 대표하는 직위로, 2020년부터 장관급 정무직공무원으로 보한다.

## 임명
- 개인정보 보호위원회 위원장은 국무총리의 제청으로 대통령이 임명한다.

## 역할
- 개인정보 보호법 제7조의3
  - 제1항: 위원장은 보호위원회를 대표하고, 보호위원회의 회의를 주재하며, 소관 사무를 총괄한다.
  - 제3항: 위원장은 국회에 출석하여 소관 사무에 관하여 의견을 진술할 수 있다.
  - 제4항: 위원장은 국무회의에 출석하여 발언할 수 있으며, 그 소관 사무에 관하여 국무총리에게 의안 제출을 건의할 수 있다.

## 역대 기관장

### 장관급 격상 전 개인정보 보호위원회 위원장 목록
| 정부        | 대수           | 이름                           | 임기                            | 비고  |
| ----------- | -------------- | ------------------------------ | ------------------------------- | ----- |
| 이명박 정부 | 초대           | 박태종(朴泰綜)                 | 2011년 12월 2일~2013년 3월 28일 | [ 1 ] |
| 박근혜 정부 | 2대            | 정하경(鄭夏鏡)                 | 2013년 5월 30일~2016년 5월 29일 | [ 1 ] |
| 박근혜 정부 | 3대            | 이홍섭(李弘燮)                 | 2016년 5월 30일~2019년 5월 29일 | [ 1 ] |
| 문재인 정부 | 3대            | 이홍섭(李弘燮)                 | 2016년 5월 30일~2019년 5월 29일 | [ 1 ] |
| -           | 김일재(金日載) | 2019년 5월 30일~2020년 8월 5일 | 직무대리                        |       |

### 장관급 격상 후 개인정보 보호위원회 위원장 목록
| 정부        | 대수 | 이름           | 임기                           | 비고                           |
| ----------- | ---- | -------------- | ------------------------------ | ------------------------------ |
| 문재인 정부 | 초대 | 윤종인(尹鍾寅) | 2020년 8월 5일~2022년 10월 6일 | 행정안전부 차관                |
| 윤석열 정부 | 2대  | 고학수(高鶴洙) | 2022년 10월 7일~               | 서울대학교 법학전문대학원 교수 |

## 같이 보기
- 개인정보 보호위원회
- 개인정보 보호위원회 부위원장